# Estadio Ligeti
El Estadio Ligeti es un estadio multiusos ubicado en la ciudad de Vác en Hungría y que actualmente es la sede del Vác FC.

## Historia
El estadio fue inaugurado el 4 de octubre de 1967 con el nombre Vác Városi Stadion, y el partido inaugural fue entre el Vác FC contra el MTK Hungaria que terminó 1-5. El mayor número de espectadores hasta el momento fue el 13 de octubre de 1990 cuando 15.000 personas asistieron al partido por el campeonato contra el Ferencvarosi TC que terminó 1-1.

## Facilidades
También cuenta con iluminación y pista de atletismo. El tipo de terreno es de césped natural y el marcador es electrónico.